# Erichsonella crenulata
Erichsonella crenulata là một loài chân đều trong họ Idoteidae. Loài này được Menzies miêu tả khoa học năm 1950.